# Théophile Fallon
Théophile Fallon, né à Namur le 21 avril 1791 et mort à Bruxelles le 4 juillet 1872, est un homme politique belge.

## Biographie
Originaire de Namur où il remplit diverses charges administratives, il épousa la fille de Léopold Zoude. Comme Isidore Fallon, ils furent élus tous les trois au Congrès national en 1830. Il devint alors président de la Cour des Comptes de Belgique en 1831. Son greffier était Pierre-Joseph Meeûs, l'ancien bourgmestre de Neder-Over-Heembeek.
Il installa les bureaux de la Cour à Bruxelles dans sa maison située rue des petits carmes et occupa cette fonction jusqu'à sa mort en 1872.
Il signait souvent ses documents "Thé Fallon".
Charles Van Oemberg, de l'Académie de Mons, sculpta son buste en marbre blanc en 1874.

## Fonctions et mandats
- Membre de la Seconde Chambre des États généraux : 1822-1830
- Membre du Congrès national : 1830-1831
- Président de la Cour des comptes : 1831-1872

## Sources
- Carl Beyaert, Biographies des membres du Congrès national, Bruxelles, 1930, p. 74
- Pierre Rion & Eric Aerts & Anne Vandenbulcke, La Cour des comptes, avec une préface d'Herman De Croo, Lannoo, Tielt, 1999
- Archives de la Cour des comptes de Belgique, Carnet (vert) du Président reprenant de nombreux documents du début de la Cour.